# James van Hoften
'James Dougal Adrianus "Ox" van Hoften (Fresno, Kalifornia, 1944. június 11.–) amerikai űrhajós, alezredes.

## Életpálya
1966-ban a University of California-Berkeley keretében építőmérnöki oklevelet kapott. 1968-ban a Colorado State University keretében vízépítésből doktorált, amit 1976-ban megvédett. 1970-ben kapott pilóta jogosítványt. 1969-től 1974-ig haditengerészeti pilóta. A vietnámi háborúban F–4 Phantom repülőgéptípussal 60 harci bevetésen vett részt. Több mint 3300 órát töltött a levegőben (repülő/űrrepülő).
1978. január 16-tól Lyndon B. Johnson Űrközpontban részesült űrhajóskiképzésben. Kiképzett űrhajósként tagja volt az STS–1 támogató (tanácsadó, problémamegoldó) csoportjának. Több kutatói csoportot vezetett az Space Shuttle űrrepülőgép-programban. Két űrszolgálata alatt összesen 14 napot, 1 órát és 57 percet (338 óra) töltött a világűrben. Űrsétái (kutatás, szerelés) alatt összesen 22 órát töltött a világűrben. Űrhajós pályafutását 1986. augusztus 1-én fejezte be. A Bechtel Corporation (London) ügyvezető igazgatója és alelnöke. Tevékenysége a globális repülőtéri tervezési és kivitelezési üzletág volt (Közel-Keleten, Japánban, Hongkongban, Észak-Amerikában és Dél-Amerikában).

## Űrrepülések
- STS–41–C, a Challenger űrrepülőgép 5. repülésének küldetésfelelőse. Telepítették az LDEF (Long Duration Exposure Facility) laboratóriumot, és megjavították az SMM (Solar Maximum Mission) műholdat. A javítási munkát kettő űrséta (EVA) alatt George Driver Nelsonnal együtt végezte, összesen 10 óra és 6 percet tartózkodva a világűrben.  Elvégezték az előírt kutatási, kísérleti feladatokat. Első űrszolgálata alatt összesen 6 napot, 23 órát és 40 percet (168 óra) töltött a világűrben. 4 619 000 kilométert tett meg, 108 alkalommal kerülte meg a Földet.
- STS–51–I, a Discovery űrrepülőgép 6.  repülésének küldetésfelelőse. A küldetés során a legénység útnak indított három műholdat (két kommunikációst és egy katonait). A küldetés ötödik és hatodik napján két űrsétával William Frederick Fisherrel megjavítottak egy, a négy hónappal korábbi STS–51–D küldetés során indított, de hajtóműveinek hibája miatt megfelelő pályára nem állt kommunikációs műholdat. Második űrszolgálata alatt összesen 7 napot, 2 órát és 17 percet (171 óra) töltött a világűrben.  Kettő űrsétája (kutatás, szerelés) alatt összesen 11 óra 46 percet töltött a világűrben. 4 698 602 kilométert tett meg, 112 alkalommal kerülte meg a Földet.